# Brad Mehldau
Brad Mehldau (ur. 23 sierpnia 1970 w Jacksonville) – amerykański pianista jazzowy. Jest liderem grupy Brad Mehldau Trio. Występował z takimi gwiazdami jazzu jak Pat Metheny, Wayne Shorter, Lee Konitz, Charlie Haden, Joshua Redman, Christian McBride, Michael Brecker, Chris Potter, Kurt Rosenwinkel, Jimmy Cobb czy Brian Blade.

## Życiorys
Mehldau urodził się jako Bradford Alexander Mehldau w 1970 roku w Jacksonville na Florydzie. Jego rodzina przeniosła się do Connecticut, gdzie Mehldau spędził większość dzieciństwa.
Jako student drugiego roku w szkole średniej, zdobył Berklee College 's Best All-Around Musician Award. W 1988 roku Mehldau przeniósł się do Nowego Jorku – rozpoczął studium jazzu w New School, gdzie uczył się u Freda Herscha, Juniora Mance'a i Kenny’ego Wernera, a także grał z Jimmym Cobbem.
Grał jako muzyk sesyjny w różnych składach, w tym z kwartetem Joshuy Redmana, przed stworzeniem własnego trio w 1994 roku z basistą Larrym Grenadierem i perkusistą Jorge Rossym, a później Jeffem Ballardem, który zastąpił Rossy’ego w 2005 roku. Oprócz pracy z trio Mehldau grał z gitarzystą Patem Methenym, z którym wydał 2 albumy.
Nagrywa głównie dla Nonesuch Records. Mehldau gra oryginalne kompozycje, standardy jazzowe i aranże jazzowe innych typów muzyki, zwłaszcza rockowej. Wraz ze swoim trio, nagrał aranżacje muzyki Nicka Drake’a, The Beatles, Radiohead i Paula Simona. Mehldau wyraził również zainteresowanie filozofią, w szczególności muzyki i sztuki. Koncertował i nagrał płyty solo z liderami innych grup: Peterem Bernsteinem, Markiem Turnerem, Charliem Hadenem, Charlesem Lloydem, Patem Methenym. W 2004 koncertował z Kurtem Rosenwinkelem i Joshuą Redmanem.
Pokazując swój warsztat muzyczny często gra odrębne melodie w każdej ręce w niezwykłych metrach. Na przykład standard "All The Thing You Are" przetransponował o półton wyżej oraz zagrał w metrum 7/4. W Day Is Done również gra standard "50 Ways To Leave Your Lover" w 7/4.
Mehldau jest mężem holenderskiej wokalistki jazzowej Fleurine.

## Dyskografia
Jako lider
- Introducing Brad Mehldau (1995)
- Art of the Trio (1997)
- Art of the Trio, Vol.. II – Live at The Village Vanguard (1997)
- Art of the Trio, Vol.. III – Songs (1998)
- Elegiac Cycle (1999)
- Art of the Trio, Vol.. IV – Back At The Vanguard (1999)
- Places (2000)
- Art of the Trio, Vol.. V – Progression (2001)
- Largo (2002)
- Anything Goes (2004)
- Live in Tokyo – Solo Piano (2004)
- Day is Done (Trio) (2005)
- House on Hill (Trio) (2006)
- Live (Trio) (2008)
- Highway Rider (2010)
- Live in Marciac (2011)
- The art of the trio recordings 1996–2001 (Trio) (2011)
- Ode (Trio) (2012)
- Where Do You Start (Trio) (2012)

 Jak co-leader
- New York-Barcelona Crossings Tom 1 (1993) Mehldau, Rossy, Rossy, Sambeat
- New York-Barcelona Crossings Tom 2 (1993) Mehldau, Rossy, Rossy, Sambeat
- When I Fall In Love (1993) Mehldau Rossy & Trio
- Consenting Adults (1994) Mehldau, Turner, Bernstein, Grenadier, Parker
- Alone Together (1997) Mehldau, Haden, Konitz
- Another Shade of Blue (1999) Mehldau, Haden, Konitz
- Close Enough For Love (1999) Fleurine
- Don’t Explain (2004) Joel Frahm, Brad Mehldau
- Love Sublime (2006) Brad Mehldau, Renée Fleming
- Metheny / Mehldau (2006) Brad Mehldau, Pat Metheny
- Metheny Mehldau Quartet (2007) Mehldau, Metheny, Grenadier, Ballard
- Love Songs (2010) Anne Sofie Von Otter & Brad Mehldau
- Live at Birdland (2011) Lee Konitz, Brad Mehldau, Charlie Haden, Paul Motian
- Modern Music (2011) Brad Mehldau, Kevin Hays, komp. Patrick Zimmerli

Jako sideman
- The Natural Moment (1991) – Christoper Hollyday
- Somethin's Burnin’ (1992) – Peter Bernstein
- Downtown Sounds (1992) – Grant Stewart
- A Good Thing (1992) – Allen Mezquida
- Young at Art (1993) – Jesse Davis
- Moodswing (1994) – Joshua Redman
- Captured Live! (1994) – Joshua Redman
- Yam Yam (1994) – Mark Turner
- Signs of Life (1994) – Peter Bernstein
- Ademuz (1995) – Perico Sambeat
- Moving In (1996, Concord) – Chris Potter
- Anthony Wilson (1997) – Anthony Wilson
- Timeless Tales for Changing Times (1998) – Joshua Redman
- In This World (1998) – Mark Turner
- 12 Bar Blues (1998, Atlantic) – Scott Weiland
- Vine (1999 FSNT) – Chris Cheek
- Water Is Wide (2000, ECM) – Charles Lloyd
- Hyperion With Higgins (2001, ECM) – Charles Lloyd
- Works For Me (2001, Verve) – John Scofield
- American Dreams (2002, Verve) – Charlie Haden ze Michael Brecker
- Man of Many Colors (2002, Criss Cross Jazz) – Walt Weiskopf
- Heart’s Content (2002) – Peter Bernstein +3
- Alegria (2003, Verve) – Wayne Shorter
- Friendship (2003) – Perico Sambeat
- Stranger in Paradise (2003) – Peter Bernstein
- Like a Dream (2004, CryptoGramophone) – Darek Oleszkiewicz
- With All My Heart (2004, BMG Music) – Harvey Mason
- Deep Song (2005, Verve) – Kurt Rosenwinkel
- Blues Cruise (2005 FSNT) – Chris Cheek
- Pilgrimage (2006, Telarc) – Michael Brecker
- Not By Chance (2009, Anzic Records) – Joe Martin
- Israeli Song (2010, Anzic Records) – Eli Degibri

Soundtracki
- Midnight In The Garden of Good and Evil (1997)
- Eyes Wide Shut (1999)
- Space Cowboys (2000)
- Million Dollar Hotel (2000)
- Ma femme est une Actrice (2001)
- "Unfaithful" (2002)

"When It Rains", pierwszy utwór z płyty Largo (2002) i "Young at Heart" pojawiają się w 2006 r. w filmie Dom nad jeziorem, ale nie są na ścieżce dźwiękowej.